# Elecciones provinciales del Chaco de 1987
Las elecciones generales de la provincia del Chaco de 1987 tuvieron lugar el 6 de septiembre del mencionado año, al mismo tiempo que las elecciones legislativas a nivel nacional, con el objetivo de elegir al Gobernador para el período 1987-1991, y a 16 de los 32 escaños de la Legislatura Provincial. El gobernador incumbente, Florencio Tenev, no se pudo presentar a la reelección al estar esta constitucionalmente prohibida en forma inmediata.
El Partido Justicialista mantuvo la gobernación con su fórmula, Danilo Baroni-Emilio Carrara, resultando electa con el 50.32% de los votos, contra el 46.43% de Luis León-Ángel Rozas, fórmula presentada por la Unión Cívica Radical, oficialista a nivel nacional. La elección de gobernador fue una de las más polarizadas de la historia electoral chaqueña reciente, con Baroni y León acumulando el 96.75% de los sufragios válidamente emitidos los dos juntos. Ninguna de las demás candidaturas logró superar el 1% de los votos.
A nivel legislativo se repitió el escenario de 1983 y la UCR y el PJ volvieron a empatar, con ambos recibiendo 8 de los 16 escaños en disputa cada uno, lo que por sumatoria dejaba 16 escaños para ambas fuerzas políticas en la Legislatura de 32 miembros. Al igual que en los primeros comicios el PJ fue el partido más votado.

## Resultados

### Gobernador y Vicegobernador
|  | 50.32 % |

|  | 46.43 % |

|  | 0.96 % |

|  | 0.66 % |

|  | 0.64 % |

|  | 0.58 % |

|  | 0.33 % |

|  | 0.11 % |

|  | 98.29 % |

|  | 1.45 % |

|  | 0.26 % |

|  | 100.00 % |

|  | 78.68 % |

### Cámara de Diputados
| ← 1985 · Cámara de Diputados · 1989 → | ← 1985 · Cámara de Diputados · 1989 →  | ← 1985 · Cámara de Diputados · 1989 → | ← 1985 · Cámara de Diputados · 1989 → | ← 1985 · Cámara de Diputados · 1989 → | ← 1985 · Cámara de Diputados · 1989 → | ← 1985 · Cámara de Diputados · 1989 → | ← 1985 · Cámara de Diputados · 1989 → | ← 1985 · Cámara de Diputados · 1989 → |
| Partido                               | Partido                                | Votos                                 | %                                     | Bancas                                | Bancas                                | Bancas                                | Bancas                                | Candidatos |
| Partido                               | Partido                                | Votos                                 | %                                     | Obtenidas                             | +/-                                   | Totales                               | +/-                                   | Candidatos |
| ------------------------------------- | -------------------------------------- | ------------------------------------- | ------------------------------------- | ------------------------------------- | ------------------------------------- | ------------------------------------- | ------------------------------------- | --- |
|                                       | Partido Justicialista                  | 189.686                               | 49,96                                 | 8/16                                  | Sin cambios                           | 16/32                                 | Sin cambios                           | Ver candidatos: 1. Alberto Torresagasti 2. Jorge Oscar Morales 3. Elsa Pascuala López 4. Julio René Sotelo 5. Alberto Oscar Ficarra 6. Wenceslada Argentina Berti 7. Nieves Ramírez 8. Claudio Ramiro Mendoza 9. Carlos Alcides Díaz 10. María Magdalena Benítez 11. Oscar Ramón Chacón 12. Mario Oscar Soria 13. Raúl Oscar Cristaldo 14. Daniel Fortunato Vallejos 15. Atilio Benítez 16. Mario Suárez                          |
|                                       | Unión Cívica Radical                   | 174.194                               | 45,88                                 | 8/16                                  | Sin cambios                           | 16/32                                 | Sin cambios                           | Ver candidatos: 1. Humberto Antonio del Balzo 2. Marcelo Bernardo Muñoz 3. Emilio Gerardo Rodríguez 4. Francisco Ulises Fragoso 5. León Radzanowicz 6. Juan Carlos Alberto Mañanes 7. Mayer Wajsfeld 8. Salvador Cadaviz 9. Mario José Finkelstein 10. Jorge Eduardo Frías 11. Pedro Federico Soria Ojeda 12. Aurora Edith Silva 13. Pedro García 14. Juan Manuel Etchebarne 15. Andrés Pilar Morales 16. José Antonio Tarter     |
|                                       | Frente para el Cambio                  | 4.391                                 | 1,16                                  | 0/16                                  | Sin cambios                           | 0/32                                  | Sin cambios                           | Ver candidatos: 1. José María Romero 2. Juan Carlos Ángel Mantellato 3. Héctor Alberto Frías 4. María Adela Carlen 5. Eduardo Horacio Perino 6. Guillermo Enrique Barral 7. José Raúl Eduardo Simón 8. Edgardo Omar Knaus 9. Alfredo Lucia Lazara Valdés 10. Livio Abel Bianchi 11. Mirtha Yolanda Rodas 12. Federico Krejci 13. Miguel Ángel Ulimann 14. Aniceto Aquino 15. Rafael Nikcevich 16. Domingo Salvador Pujol          |
|                                       | Partido Socialista del Chaco           | 4.019                                 | 1,06                                  | 0/16                                  | Sin cambios                           | 0/32                                  | Sin cambios                           | Sin datos |
|                                       | Alianza Chaqueña                       | 2.906                                 | 0,77                                  | 0/16                                  | Sin cambios                           | 0/32                                  | Sin cambios                           | Ver candidatos: 1. Daniel Eduardo Botello 2. Julio Eduardo Carrera Pereyra 3. Raúl Armando Bonfanti 4. Carlos Alberto Caravaca Pazos 5. Osvaldo Ramón Ayala 6. Julio Omar Herrera 7. Pablo Lorenzo 8. Víctor Raúl de Lucía 9. Rodolfo Lorea 10. Beatriz Nilda Risler 11. Carlos Alberto Conrado Pisarello 12. Julio Alberto Saganta 13. Manuel García 14. Miguel Romualdo Benítez                                                 |
|                                       | Movimiento de Integración y Desarrollo | 2.770                                 | 0,73                                  | 0/16                                  | Sin cambios                           | 0/32                                  | Sin cambios                           | Ver candidatos: 1. Carlos Walter Nudelman 2. José Domingo Liva 3. Enrique Corea 4. Samuel Emilio Pitteri 5. Hugo Orlando Becerra 6. Pablo de la Cruz Romildo Foschiatti 7. Eric Reinaldo Olmedo 8. Imeldo Honorio Marcón 9. Remigio Ramiro 10. Sandra Laura Edith Caravaca 11. José Máximo Pedrazzoli 12. Fernando Albrizio 13. Edmundo Raúl Colman 14. Pamela Llanos 15. Yolanda Sixta Willener Colombo 16. Nidia Margarita Zens |
|                                       | Frente Amplio de Liberación (FRAL)     | 1.259                                 | 0,33                                  | 0/16                                  | Sin cambios                           | 0/32                                  | Sin cambios                           | Ver candidatos: 1. Eduardo Edmundo Rolón 2. Estela Mónica Binaghi 3. Héctor Orlando Bishels 4. Horacio Patricio Fernández 5. Santos Goyo Martínez 6. Francisco José Gariboldi 7. Cristina María Sonzogni 8. Aurelio Norberto Meza 9. Ángel Benigno Barbona 10. Rubén Eduardo Billa 11. Oscar Hilario Correa 12. Agrispino Soto 13. Raúl Torres 14. Aselmo Héctor Luque 15. Magdalena Regina Dionisi 16. Eduardo Eloy Pereyra      |
|                                       | Movimiento Patriótico de Liberación    | 417                                   | 0,11                                  | 0/16                                  | Sin cambios                           | 0/32                                  | Sin cambios                           | Ver candidatos: 1. Gustavo Francisco Gross 2. Carlos María Díaz 3. Gloria Ester Zarza 4. Carmelo Gross 5. Mónica Beatriz Canto 6. Rafael Raúl Motter 7. Eduardo Luis Bogdanovich 8. Luis Catalino Álvarez 9. Ángel Domingo González 10. Marta Elizabet Sosa 11. Graciela Sandoval 12. Manuel Ademir Ervetto 13. Domingo Saucedo 14. Néstor Hugo Vázquez 15. Florentina Emiliana Pelozo 16. Bernardino Héctor Sotelo               |
|                                       |                                        |                                       |                                       |                                       |                                       |                                       |                                       | |
| Votos positivos                       | Votos positivos                        | 380.735                               | 98,58                                 |                                       |                                       |                                       |                                       | |
| Votos en blanco                       | Votos en blanco                        | 4.502                                 | 1,17                                  |                                       |                                       |                                       |                                       | |
| Votos anulados                        | Votos anulados                         | 991                                   | 0,26                                  |                                       |                                       |                                       |                                       | |
| Total de votos                        | Total de votos                         | 386.228                               | 100                                   |                                       |                                       |                                       |                                       | |
| Votantes registrados/participación    | Votantes registrados/participación     | 490.889                               | 78,68                                 |                                       |                                       |                                       |                                       | |
| Fuentes:                              |                                        |                                       |                                       |                                       |                                       |                                       |                                       | |